# كيم موهان
كيم موهان (بالإنجليزية: Kim Mohan)‏ (4 مايو 1949، شيكاغو في الولايات المتحدة)؛ روائي أمريكي.